# Mirosław Lemański

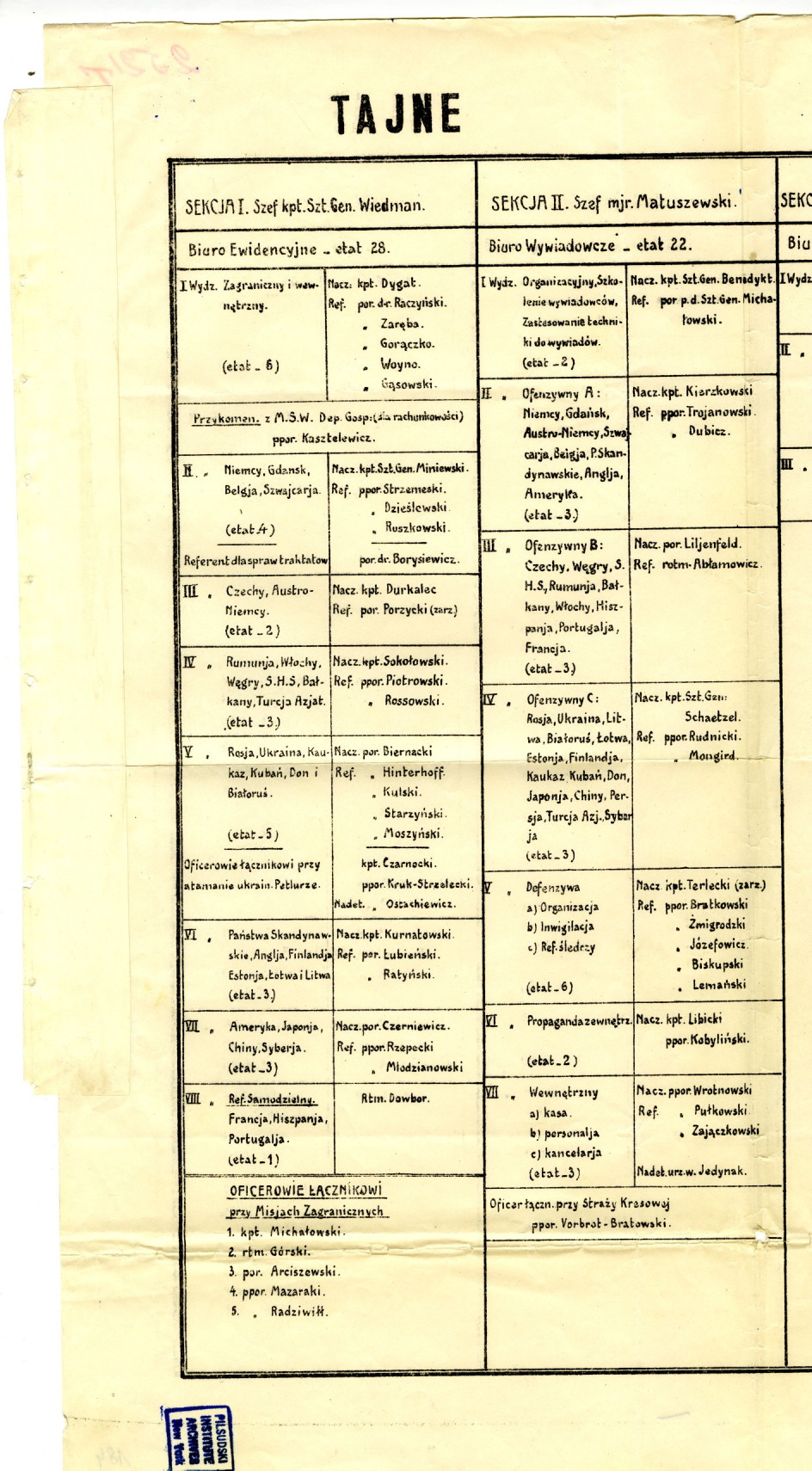
Oddział II Naczelnego Dowództwa 1920

Mirosław Lemański (ur. 28 stycznia 1892 w Warszawie, zm. 15 sierpnia 1920, w Cieksynie k. Nasielska) – student prawa Uniwersytetu Warszawskiego, porucznik W.P.

## Życiorys
Rodzicami byli Wincenty Lemański (1862–1917), adwokat, obrońca w procesach politycznych 1905-1907, polityk Polskiego Zjednoczenia Postępowego oraz Eugenia z domu Kozłowska h. Boleścic (1860-1926), wnuczka Fortunata Saryusz-Wolskiego.
Od 1902 Mirosław Lemański uczył się w Warszawskiej Szkole Realnej, W wyniku represji po strajku szkolnym w 1905 opuścił szkołę, a naukę wznowił w Gimnazjum Emiliana Konopczyńskiego, a następnie w Gimnazjum Jana Kreczmara. Były to szkoły z polskim językiem wykładowym. Zdany w nich egzamin dojrzałości nie był uznawany na uczelniach Imperium Rosyjskiego. Świadectwo dojrzałości uzyskał w 1914  ucząc się jako wolny słuchacz w  IX Gimnazjum w Moskwie. Umożliwiło to Mirosławowi Lemańskiemu rozpoczęcie nauki na Wydziale Prawnym Cesarskiego Uniwersytetu Moskiewskiego, na którym studiował do 1916.
Mirosław Lemański należał w Moskwie do konspiracyjnej organizacji „Zet”. Z ramienia „Zetu” był członkiem Organizacji Młodzieży Narodowej Szkół Wyższych i Centralnego Komitetu Młodzieży Akademickiej. W latach 1915–1916 przewodniczy sekcji zapomogowej Wydziału Akademickiego Polskiego Towarzystwa Pomocy Ofiarom Wojny. Po rewolucji lutowej 1917 pracował w Petersburgu w działającej przy Rządzie Tymczasowym Komisji Likwidacyjnej do Spraw Królestwa Polskiego i w Polskiej Naradzie Ekumenicznej i Rozrachunkowej. Wrócił  do Polski po wybuchu rewolucji bolszewickiej. W maju 1918 został przyjęty na Wydział Prawa Uniwersytetu Warszawskiego. Pismo polecające napisał jego wuj, znany warszawski adwokat i działacz polityczny, Wincenty Biskupski.
Tak jak wielu studentów Uniwersytetu, Mirosław Lemański wstąpił jako ochotnik do Legii Akademickiej. Z powstałym z Legii 36 Pułkiem Piechoty uczestniczył w stopniu starszego szeregowego w kampanii galicyjskiej i w walkach o Lwów podczas wojny polsko-ukraińskiej. Po zakończeniu walk został skierowany do Szkoły Podchorążych Piechoty, w  której ukończył klasę 15 (3 VII – 1 XI 1919). Otrzymał promocję na stopień podporucznika. Został przydzielony do II Oddziału Naczelnego Dowództwa. Wraz z ppor. Bratkowskim, Żmigrodzkim, Józefowiczem i Biskupskim tworzył  Wydział 5 – Defensywa (kontrwywiad) pod dowództwem kpt. Terleckiego. Wydział 5 wchodził w skład dowodzonej przez mjr. I. Matuszewskiego Sekcji 2 –  Biuro Wywiadowcze. W dniu 22 VI 1920 Wydział Defensywy został wydzielony z Biura Wywiadowczego i stał się podstawą organizacji nowo utworzonej Sekcji Defensywnej, czyli Sekcji VII. Ppor Mirosław Lemański został mianowany  Naczelnikiem Wydziału Organizacyjnego Sekcji
Po wybuchu wojny polsko-bolszewickiej Mirosław Lemański trzykrotnie stawał do raportu prosząc o przeniesienie do oddziału walczącego na froncie.  W lipcu 1920 otrzymał przydział do ochotniczego 201 pułku piechoty wchodzącego w skład Dywizji Ochotniczej dowodzonej przez ppłk. Adama Koca. Został mianowany dowódcą 10 kompanii 3 batalionu pułku. Żołnierzami-ochotnikami byli uczniowie warszawskich szkół, studenci, robotnicy, działacze społeczni i polityczni, członkowie POW oraz harcerze.  W czasie Bitwy Warszawskiej zadaniem  5 Armii gen. Władysława Sikorskiego, w skład której wchodził 201. p.p., było  zatrzymanie na linii rzeki Wkry natarcia Armii Czerwonej, próbującej okrążyć Warszawę od północy. 15 sierpnia 201. p.p. sforsował Wkrę w okolicach wsi Wrona, Borkowo, Cieksyn.  Wzgórze, na którym stoi kościół św. Doroty w Cieksynie był ważnym punktem strategicznym, ponieważ pozwalał obrońcom kontrolować przeprawę przez Wkrę w pobliskim Borkowie.
Mirosław Lemański zginął 15 sierpnia 1920 odpierając na czele swojej kompanii kontratak Rosjan w pobliżu kościoła w  Cieksynie.
Pogrzebany na cmentarzu parafialnym wraz z innymi poległymi, został ekshumowany i  pochowany  w grobie rodzinnym na Cmentarzu Powązkowskim w Warszawie, (kwatera 170, rząd 3, miejsce 13).

## Odznaczenie
- Krzyż Walecznych[20]

## Upamiętnienia

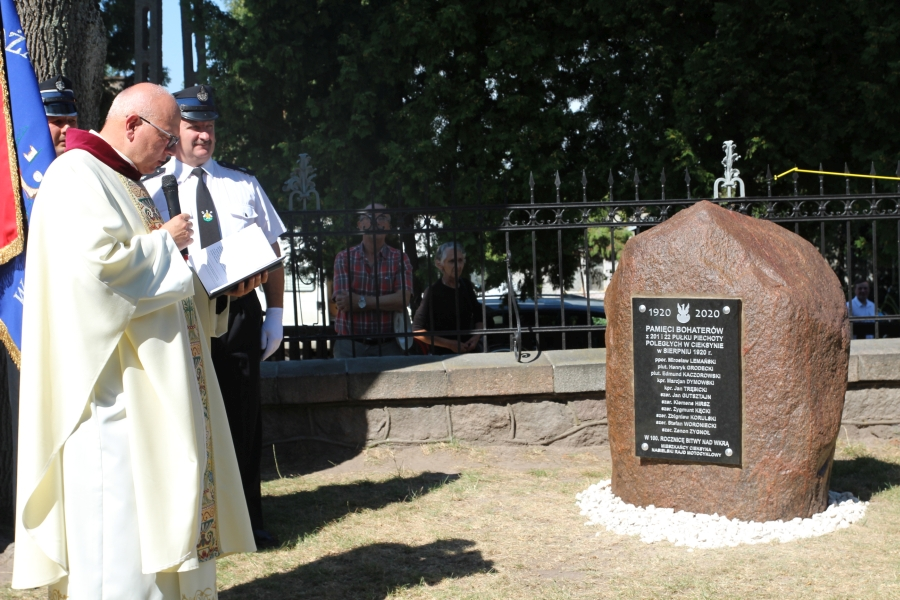
Odsłonięcie tablicy pamięci poległych pod Cieksynem 15-08-1920

- Mirosław Lemański był wymieniony wśród poległych podchorążych na tablicy marmurowej z napisem "Poległym wychowankom - Szkoła" w ówczesnej siedzibie Szkoły Podchorążych Piechoty w Warszawie  w Al. Ujazdowskich. Po przeniesieniu Szkoły do Ostrowi Mazowieckiej-Komorowa w 1927 tablicę wmurowano w ścianę Sali Honorowej w budynku dowództwa batalionu Szkoły[21]. Dalszy los tablicy jest nieznany.
- 15 sierpnia 2020 z okazji setnej rocznicy Bitwy nad Wkrą przy kościele pw. św. Doroty w Cieksynie odbyła się uroczystość odsłonięcia tablicy upamiętniającej bohaterów z 22. i 201. p.p., poległych w sierpniu 1920 na terenie Cieksyna[22].

## Życie prywatne
- Jan Władysław Lemański (1897-1944), żołnierz Legionów Polskich, porucznik kawalerii W.P., uczestnik Powstania Warszawskiego – brat,
- Helena Domańska z d. Choynowska (1885–1944) – przyrodnia siostra,
- Piotr Choynowski (1885-1935), pisarz - brat przyrodni,
- Jan Lemański (1866-1933), poeta, satyryk i bajkopisarz okresu Młodej Polski – stryj.